# Mokre, Stara Vîjivka
Mokre (în ucraineană Мокре) este un sat în comuna Dubecine din raionul Stara Vîjivka, regiunea Volînia, Ucraina.

## Demografie
Componența lingvistică a localității Mokre
     Ucraineană (99,62%)
     Alte limbi (0,38%)
Conform recensământului din 2001, majoritatea populației localității Mokre era vorbitoare de ucraineană (99,62%), existând în minoritate și vorbitori de alte limbi.